# (10127) Fröjel
(10127) Fröjel – planetoida z pasa głównego asteroid okrążająca Słońce w ciągu 3 lat i 102 dni w średniej odległości 2,21 j.a. Została odkryta 21 marca 1993 roku w Europejskim Obserwatorium Południowym w programie UESAC. Nazwa planetoidy pochodzi od Fröjel, małej parafii na Gotlandii. Przed nadaniem nazwy planetoida nosiła oznaczenie tymczasowe (10127) 1993 FF26.